# Кривача (Лебане)
Кривача је насеље у Србији у општини Лебане у Јабланичком округу. Према попису из 2022. било је 598 становника.
Овде је крајем септембра 1944. формирана 28. српска бригада НОВЈ.

## Демографија
У насељу Кривача живи 325 пунолетних становника, а просечна старост становништва износи 41,1 година (40,9 код мушкараца и 41,3 код жена). У насељу има 132 домаћинства, а просечан број чланова по домаћинству је 3,14.
Ово насеље је великим делом насељено Србима (према попису из 2002. године), а у последња три пописа, примећен је пад у броју становника.
|  |

| Демографија | Демографија | Демографија |
| Година      | Становника  | Становника  |
| ----------- | ----------- | ----------- |
| 1948.       | 668         |             |
| 1953.       | 670         |             |
| 1961.       | 711         |             |
| 1971.       | 493         |             |
| 1981.       | 537         |             |
| 1991.       | 502         | 497         |
| 2002.       | 414         | 431         |
| 2011.       | 671         |             |
| 2022.       | 598         |             |

| Година пописа     | 1948. | 1953. | 1961. | 1971. | 1981. | 1991. | 2002. |
| ----------------- | ----- | ----- | ----- | ----- | ----- | ----- | ----- |
| Број домаћинстава | 104   | 117   | 153   | 123   | 147   | 146   | 132   |

| Број чланова      | 1  | 2  | 3  | 4  | 5 | 6 | 7 | 8 | 9 | 10 и више | Просек |
| ----------------- | -- | -- | -- | -- | - | - | - | - | - | --------- | ------ |
| Број домаћинстава | 17 | 45 | 22 | 26 | 9 | 4 | 6 | 1 | 2 | 0         | 3,14   |

| Пол    | Укупно | Неожењен/Неудата | Ожењен/Удата | Удовац/Удовица | Разведен/Разведена | Непознато |
| ------ | ------ | ---------------- | ------------ | -------------- | ------------------ | --------- |
| Мушки  | 176    | 38               | 129          | 6              | 3                  | 0         |
| Женски | 169    | 17               | 130          | 20             | 2                  | 0         |
| УКУПНО | 345    | 55               | 259          | 26             | 5                  | 0         |

| Пол    | Укупно                    | Пољопривреда, лов и шумарство | Рибарство                            | Вађење руде и камена | Прерађивачка индустрија       |
| ------ | ------------------------- | ----------------------------- | ------------------------------------ | -------------------- | ----------------------------- |
| Мушки  | 83                        | 8                             | 0                                    | 0                    | 21                            |
| Женски | 44                        | 5                             | 0                                    | 0                    | 30                            |
| УКУПНО | 127                       | 13                            | 0                                    | 0                    | 51                            |
| Пол    | Производња и снабдевање   | Грађевинарство                | Трговина                             | Хотели и ресторани   | Саобраћај, складиштење и везе |
| Мушки  | 0                         | 40                            | 4                                    | 1                    | 0                             |
| Женски | 0                         | 2                             | 1                                    | 0                    | 0                             |
| УКУПНО | 0                         | 42                            | 5                                    | 1                    | 0                             |
| Пол    | Финансијско посредовање   | Некретнине                    | Државна управа и одбрана             | Образовање           | Здравствени и социјални рад   |
| Мушки  | 0                         | 0                             | 4                                    | 5                    | 0                             |
| Женски | 0                         | 0                             | 1                                    | 4                    | 1                             |
| УКУПНО | 0                         | 0                             | 5                                    | 9                    | 1                             |
| Пол    | Остале услужне активности | Приватна домаћинства          | Екстериторијалне организације и тела | Непознато            | Непознато                     |
| Мушки  | 0                         | 0                             | 0                                    | 0                    | 0                             |
| Женски | 0                         | 0                             | 0                                    | 0                    | 0                             |
| УКУПНО | 0                         | 0                             | 0                                    | 0                    | 0                             |

| Етнички састав према попису из 2002.‍ | Етнички састав према попису из 2002.‍ | Етнички састав према попису из 2002.‍ | Етнички састав према попису из 2002.‍ | Етнички састав према попису из 2002.‍ |
| ------------------------------------ | ------------------------------------ | ------------------------------------ | ------------------------------------ | ------------------------------------ |
|                                      |                                      |                                      |                                      |                                      |
| Срби                                 | Срби                                 |                                      | 401                                  | 96,85%                               |
| Бугари                               | Бугари                               |                                      | 1                                    | 0,24%                                |
| непознато                            | непознато                            |                                      | 12                                   | 2,89%                                |

| Етнички састав према попису из 2022.‍ | Етнички састав према попису из 2022.‍ | Етнички састав према попису из 2022.‍ | Етнички састав према попису из 2022.‍ | Етнички састав према попису из 2022.‍ |
| ------------------------------------ | ------------------------------------ | ------------------------------------ | ------------------------------------ | ------------------------------------ |
|                                      |                                      |                                      |                                      |                                      |
| Срби                                 | Срби                                 |                                      | 537                                  | 90%                                  |
| Роми                                 | Роми                                 |                                      | 49                                   | 8,2%                                 |